# Ludon (Midou)
Der Ludon ist ein Fluss in Frankreich, der in den Regionen Okzitanien und Nouvelle-Aquitaine verläuft. Er entspringt im Gemeindegebiet von Le Houga, entwässert generell in nordwestlicher Richtung, wird dabei mehrfach zu kleinen Seen aufgestaut und mündet nach rund 26 Kilometern im Gemeindegebiet von Bougue als linker Nebenfluss in den Midou. Auf seinem Weg durchquert der Ludon die Départements Gers und Landes.

## Orte am Fluss
(Reihenfolge in Fließrichtung)
- Hontanx
- Saint-Gein
- Bougue